# Pennaria disticha
Pennaria disticha är en nässeldjursart som beskrevs av Georg August Goldfuss 1820. Pennaria disticha ingår i släktet Pennaria och familjen Pennariidae. Inga underarter finns listade i Catalogue of Life.
P. disticha är en påväxtart som trivs på undervattensfundament, berg, båtskrov och även rep. 
P. disticha ger upphov till en stickande, brännande smärta vid beröring som efter ungefär ett dygn kan utvecklas till små kliande knottror. Dessa håller i sig i ett par dagar, men är i övrigt ofarliga. Smärtan och klådan kan lindras med antihistaminer och kortisonkräm, varpå symptomen avtar efter c:a ett dygn. Kraftig exponering eller allergiska reaktioner kan dock kräva intravenös smärtlindring på sjukhus. 